# Theodorus Netscher
Theodorus Netscher (Bordeus, 1661 - Hulst, 1732) fou un pintor neerlandès del Barroc. Curiosament, tot i considerar-se'l neerlandès, va néixer i morí fora d'Holanda. Com el seu germà, Constantyn Netscher (1968-1722), fou deixeble del seu pare, Caspar Netscher (1639-1684) sense arribà mai a igualar-lo, no obstant adquirí, molt domini de l'art pictòric. Residí alguns anys a París, i allí gaudí fama d'excel·lent pintor de retrats. Tornat a Holanda, fixà la residència a la Haia, sent emprat pels principals personatges de la cort. Segons Descamps, el 1715 anà a Londres, com a tresorer del cos d'exèrcit que els "Estats generals" enviaven a Jordi III del Regne Unit, i trobà una excel·lent acollida en la cort, els quals principals personatges l'encarregaren els seus retrats. En els seus llenç de gran grandària emprà com a decoració flors, catifes i fruits, en el que hi va ser singularment destre.